# المعهد العالي للفنون الموسيقية (الكويت)
المعهد العالي للفنون الموسيقية هي أعلى مؤسسة تعليمية أكاديمية تختص في الفنون الموسيقية في دولة الكويت، تأسست في 6 يونيو 1976. وقد أخرجت شخصيات بارزة وفنانين كبار والمؤلفين و الملحنين وجعلت من الكويت مركزاً خليجي عربي إقليمي في الثقافة العلمية الموسيقية، وكان الفنان القدير أحمد باقر أحد الرواد الحركة الفنية ومؤسس النهضة الموسيقية الحديثة في منطقة الخليج العربي ساهم بشكل كبير في إنشاء وتثبيت قاعدة المؤسسة الثقافية.

## التخصصات الاكاديمية
| م | التخصص                          |
| - | ------------------------------- |
| 1 | التربية الموسيقية               |
| 2 | التأليف والنظريات               |
| 3 | الأصوات                         |
| 4 | الموسيقى العربية                |
| 5 | الآلات الأوركسترالية ( الأداء ) |
| 6 | تكنولوجيا الموسيقى              |
|   |                                 |
|   |                                 |
|   |                                 |
|   |                                 |

## سوق العمل
بعد تطوير الموهبة وتنمية الأبداع الموسيقي لدى خريجي المعهد، يستطيع المتخرج ان يعمل في الوظائف التالية :
- السلك العسكري ( الجيش - الشرطة - الحرس الوطني )
- قطاع البنوك
- الشركات الخاصة
- معلم في وزارة التربية
- معيد أو معلم في وزارة التعليم العالي
- وزارة الأعلام
- المجلس الوطني للثقافة والفنون و الأداب
- الشركات الفنية
- الشركات التسويقية
- الشركات التجارية

وغيرهـــا من المراكز العمل الحكومي في شتى المجالات.